# 谷ノ音喜市
谷ノ音 喜市（たにのおと きいち、1867年8月29日（慶応3年8月1日） - 1921年（大正10年）7月16日）は、現在の島根県松江市（出生時は出雲国意宇郡揖屋村、のち島根県意宇郡揖屋村→八束郡揖屋村→同郡揖屋町→同郡東出雲町）出身で雷部屋に所属した大相撲力士。本名は深田 久市。最高位は関脇。身長176cm、体重86kg。7代高島。

## 来歴
初めは大阪相撲の朝日山部屋に入門し、序二段まで上がったが、1886年に東京相撲に転じ雷部屋に入る。1887年1月場所に幕下付出で初土俵を踏む。1888年5月場所新十両。1890年1月場所新入幕。内掛け、外掛けなどの掛け技を得意としたが、その一方でもつれる相撲が多く引き分けや預かりが多かった。1892年5月、1898年5月小錦、1898年1月朝汐と預かり、1893年5月西ノ海、1900年1月、5月、1902年1月朝汐に勝利するなど長く上位を苦しめ、常に前頭上位から三役で活躍。関脇3場所、小結7場所務めた。
1891年5月～1907年1月まで16年間前頭5枚目以上で在位し続けた。物言いがつき協議が長引けばさっさと土俵を引き上げる淡泊な性格だった。1908年1月場所限り引退。年寄・高島を襲名した。
この谷ノ音以降、隠岐の海が前頭に上がるまで島根県出身の幕内経験者は出ておらず、2013年5月場所、隠岐の海が新小結に昇進した際、「島根県から谷ノ音以来の121年ぶりの三役力士」という形で「谷ノ音」の名前が各メディアに出た。

## 略歴
- 1887年1月　幕下
- 1888年5月　二段目
- 1890年1月　新入幕
- 1894年5月　新関脇
- 1908年1月　引退

## 成績
- 幕内成績　97勝92敗86休50分45預
- 幕内在位　37場所